# Kerameikos
Kerameikos (græsk: Κεραμεικός) er et kvarter i det antikke Athen i Grækenland, som ligger nordvest for Akropolis. I antikken var Kerameikos opdelt i to dele; inden- og udenfor bymuren - i antikken henholdsvis et pottemagerkvarter og en gravplads.

## Historie og arkæologi
Kerameikos er opkaldt efter pottemagerkvarteret, som lå i området inden for murene. Det græske ord for ler er keramos (κέραμος) - mens en pottemager hedder kerameus. Deraf også det danske ord keramik. Her i pottemagerkvarteret blev de athenske vaser formet, malet og brændt. Området var en oplagt arbejdsplads for byens pottemagere, da jorden ved Eridanos-floden, som løb uden for bymurene, var ganske lerholdig.
Uden for bymuren lå Kerameikos-området, som omfavnede det antikke Athens vigtigste gravplads. Her var flere af fortidens storslåede gravmonumenter placeret langs vejen, der gik mod byen Eleusis, det nuværende Elefsina.
De tidligste begravelser stammer tilbage fra den tidlige bronzealder (ca. 2700-2000 f.Kr.) og efterfølgende tiltog gravpladsen i størrelse. For i den geometriske periode (ca. 1000-700 f.Kr.) og i den arkaiske periode (ca. 700-480 f.Kr.) kom der flere begravelser til; nogle afdøde blev lagt i gravhøje, mens andre grave blev markeret med gravmonumenter. For eksempel kom der i den geometriske periode store lerkar, som blev holdt på plads af en pæl gennem bunden.
Efter persernes hærgen af Athen i 480 f.Kr. blev der bygget en ny bymur. I muren blev mange gravskulpturer indmuret, og to store byporte blev rejst i Kerameikos. I syd gik den hellige vej gennem den Hellige port og i nord gik en stor vej, en såkaldt dromos, gennem Dipylon-porten og ned til Platons akademi.
Statslige grave, hvor krigere og statsmænd var begravede, blev placeret på hver side af Dipylon-porten, inklusiv de athenske statsmænd Perikles’- og Kleistenes’ grave. Efter at bymuren var bygget, opsatte rige athenske familier store gravmonumenter langs vejene indtil 317 f.Kr., hvor et dekret forbød denne form for luksus. Derefter var det blot simple søjler eller blokke med indskrifter, der måtte opsættes som gravsten. I den romerske periode blev der dog genindført gravmonumenter, men kun få af disse er kendt i dag.
Gravpladsen blev anvendt kontinuerligt fra den hellenistiske periode til den tidlig kristne periode (338 f.Kr. – ca. 6. årh. e.Kr.).
Mange af de vigtigste athenske vaser kommer netop fra gravene i Kerameikos.

## Galleri
Tekst mangler, hjælp os med at skrive teksten

## Udgravninger
Der er gennem årene blevet foretaget en del arkæologiske udgravninger i området. De første udgravninger af Kerameikos foregik i 1870 og blev foretaget af The Greek Archaeological Society. Fra 1913 er udgravningerne blevet foretaget af Det Tyske Institut i Athen.